# 阿什蘭 (肯塔基州)
愛許蘭（Ashland）是美國的一座城市。位於肯塔基州博伊德縣。據2010年的人口普查，愛許蘭有人口21,684人。愛許蘭也是亨廷頓-愛許蘭大都市區的一部份。